# Radosław Popłonikowski
Radosław Popłonikowski (ur. 7 grudnia 1970 we Wrzącej) – polski aktor filmowy, dubbingowy, telewizyjny i teatralny, a także lektor, kiedyś również model.

## Życiorys
Jako model był aktywny w latach 1986–1996, wziął udział w sesjach zdjęciowych m.in. Grzegorza Góreckiego i Agnieszki Żużel.
Jako aktor teatralny zadebiutował 26 marca 1994. W 1995 ukończył studia na Wydziale Aktorskim PWSFTviT w Łodzi. Uczestniczył w programie Śpiewające fortepiany. W 2002 wziął udział w koncercie charytatywnym „Uśmiech na Gwiazdkę”. Wziął udział w drugiej edycji programu telewizyjnego Singa Dinga. W 2006 wziął udział w otwarciu Świątecznej Zbiórki Żywności. W październiku 2006 wystąpił w ostatnim odcinku programu Dubidu.
W latach 2015–2024 był lektorem programu TTV Gogglebox. Przed telewizorem. We wrześniu 2024 został lektorem programowym TVN.

## Filmografia

### Przed kamerą
- 2006: Szatan z siódmej klasy (serial TV) jako złodziej
- 2005: Kryminalni jako mężczyzna w samochodzie (odc. 21)
- 2001: Marszałek Piłsudski jako działacz PPS
- 2000-2008: Plebania jako aspirant Józek Piecuch, mąż Hani
- 2000: Lokatorzy (odc. 15)

### Polski dubbing
- Harry Potter i Książę Półkrwi – spiker radiowy
- Alosza Popowicz i wąż Tugaryn – Alosza
- Przygody Sary Jane – Pan Smith
- Pokémon –
  - Koga (odc. 32),
  - Ojciec Tommy’ego (odc. 33),
  - Chopper (odc. 36),
  - Sparky (odc. 40)

### Jako lektor lub narrator
- X-Men – lektor (wersja telewizji Polsat)
- Spider-man Unlimited – czytał postacie męskie
- Dr House – lektor
- Roswell: W kręgu tajemnic – lektor
- MacGyver – lektor (wersja telewizji Polsat[6])
- Slugterra – lektor
- Pokémon: Jirachi – Spełnione marzenia – lektor[7]
- Rezolucja 819 – lektor
- 8 prostych zasad – lektor
- Superniania – lektor
- Melrose Place – lektor
- Zamieńmy się żonami – lektor
- Dom nie do poznania – lektor
- Nieustraszeni – lektor
- Mrówki w gaciach – lektor
- Fullmetal Alchemist – lektor
- Fullmetal Alchemist: Brotherhood – lektor
- Death Note – lektor
- Dexter – lektor
- iCarly – lektor
- Pamiętniki wampirów – lektor
- The 100 – lektor
- Kobra – oddział specjalny (Tele 5) – lektor
- Projekt Lady – narrator tylko 1 seria
- Surowi rodzice – narrator
- Najlepszy kontakt – lektor tyłówki
- Ben 10: Alien Swarm – lektor tyłówki
- Więźniowie wyobraźni – lektor tyłówki
- Rajdek – mała wyścigówka – lektor tyłówki
- Chirurdzy (Polsat) – lektor
- CSI: Cyber (Polsat) – lektor
- Gogglebox. Przed telewizorem – narrator od 2 serii
- Dziwny anioł (Polsat) – lektor
- Idź na całość – narrator w latach 1997–1999
- Tele Milenium – narrator tylko 1 seria
- Top Model (TVN) - narrator tylko 1 i 4 edycja
- Druga twarz – narrator
- Śnieżka i fantastyczna siódemka (Polsat, TVP2) – lektor
- Barwy szczęścia (TVP2, od 2020) – lektor
- Moda na sukces (Super Polsat, od 2021) – lektor
- Młody Piłsudski (TVP1) – lektor
- JAG – Wojskowe Biuro Śledcze (TVN7) – lektor
- Jednorożec Kleo (Junior TV) – lektor

### Telenowele
- Amor latino (Polsat)
- Angela (TVN)
- Burza (TV4)
- Droga do szczęścia (TV4)
- Grzesznica (TVN)
- Paloma (Polsat)
- Tajemnicza kobieta (TVP3 Regionalna)
- Triumf miłości
- Twoja na zawsze (TV4)
- Włoska narzeczona (TV4)
- Zaklęte serce (TVN)